# He Zhiwen
Dans ce nom chinois, le nom de famille, He, précède le nom personnel Zhiwen.
He Zhiwen (en chinois :何志文; en pinyin : Hé Zhìwén) ou Zhiwen He dans l'ordre des noms occidentaux, né le 31 janvier 1962 dans la province chinoise du Zhejiang. est un pongiste sino-espagnol. En 2006, il atteint le classement de 41e au classement mondial ITTF. En raison de la difficulté de prononcer son nom en espagnol, on lui donne le surnom de Juanito.
Il est gaucher et joue en prise porte-plume pour le club français Morez Haut-Jura TT. En 2012 il représente l'Espagne aux Jeux olympiques d'été de Londres, où il perd contre le Roumain Adrian Crișan.